# Nicolaus inaffectus
Nicolaus inaffectus är en insektsart som beskrevs av Stiller 1998. Nicolaus inaffectus ingår i släktet Nicolaus och familjen dvärgstritar. Inga underarter finns listade i Catalogue of Life.